# Ньима
Ньима (тиб. ཉི་མ་རྫོང, Вайли: nyi ma rdzong, кит. упр. 尼玛县, пиньинь Nímǎ xiàn) — уезд в городском округе Нагчу, Тибетский автономный район, КНР.

## История
В 1886 году был создан дзонг Шэндза. В 1959 году был образован уезд Шэндза. В 1976 году из уезда Шэндза был выделен уезд Ньима.

## Административное деление
Уезд разделён на 1 посёлок и 13 волостей.
- Посёлок Ньима 尼玛镇

- Волость Вёмбу 文部乡 ('om bu)
- Волость Сринья 申亚乡 (srin ya)
- Волость [Кьельва 吉瓦乡 (skyel ba)
- Волость Кьюнгцханг 军仓乡 (skyung tshang)
- Волость Дронгцханг 中仓乡 (grong tshang)
- Волость [Гьягог 甲谷乡 (rgya sgog)
- Волость Эцзюдо 俄久多乡
- Волость Дрова 卓瓦乡 (gro ba)
- Волость Дроньинь 卓尼乡 ('gro nyin)
- Волость Латод 来多乡 (la stod)
- Волость Рунгма] 荣玛乡 (rung ma)
- Волость Асо 阿索乡 (a gso)
- Волость Даго 达果乡 (brda go)